# پیتر بودارت

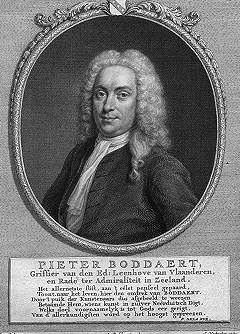
پیتر بودارت

پیتر بودارت (۱۷۳۰ یا ۱۷۳۳ در میدل‌بورخ – ۶ مه ۱۷۹۵، اوترخت) پزشک و طبیعی‌دان اهل هلند بود.
او فرزند یک قاضی و شاعر میدل‌بورخی به همین نام بود. پیتر مدرک پزشکی خود را در ۱۷۶۴ از دانشگاه اوترخت گرفت و به عنوان مربی در زمینه تاریخ طبیعی مشغول به کار شد. او به همراه کارل لینه چندین مقاله علمی در میان سال‌های ۱۷۶۸ تا ۱۷۷۵ منتشر کرد. او همچنین در ۱۷۸۵ کتاب خود با نام Elenchus Animalium را متتشر کرد که در آن برای نخستین بار چندین پستاندار و پرنده را، از جمله کوآگا و تارپان و کشیم گردن‌سرخ، نام‌گذاری کرده بود.